# ديفيد ليتش (عسكري)
ديفيد ليتش (بالإنجليزية: David Leach)‏ هو عسكري أسترالي، ولد في 17 يوليو 1928 في برث في أستراليا.